# Sietes
Sietes es un lugar de la parroquia de Vallés, en el concejo asturiano de Villaviciosa (España). En 1928 contaba con 650 vecinos, pero la emigración a América primero y a Oviedo o Gijón después, hizo que el censo se redujese hasta los 40 vecinos que habitaban el pueblo en 2008.
Sus principales elementos patrimoniales son la Iglesia de San Emeterio, del siglo XVI —uno de los pocos ejemplos de arte renacentista en Asturias y declarada como Bien de Interés Cultural— y su conjunto de hórreos.
En 2009 recibió atención internacional por la promoción que realizó la compañía Microsoft, con Sietes como escenario, de su sistema operativo Windows 7.

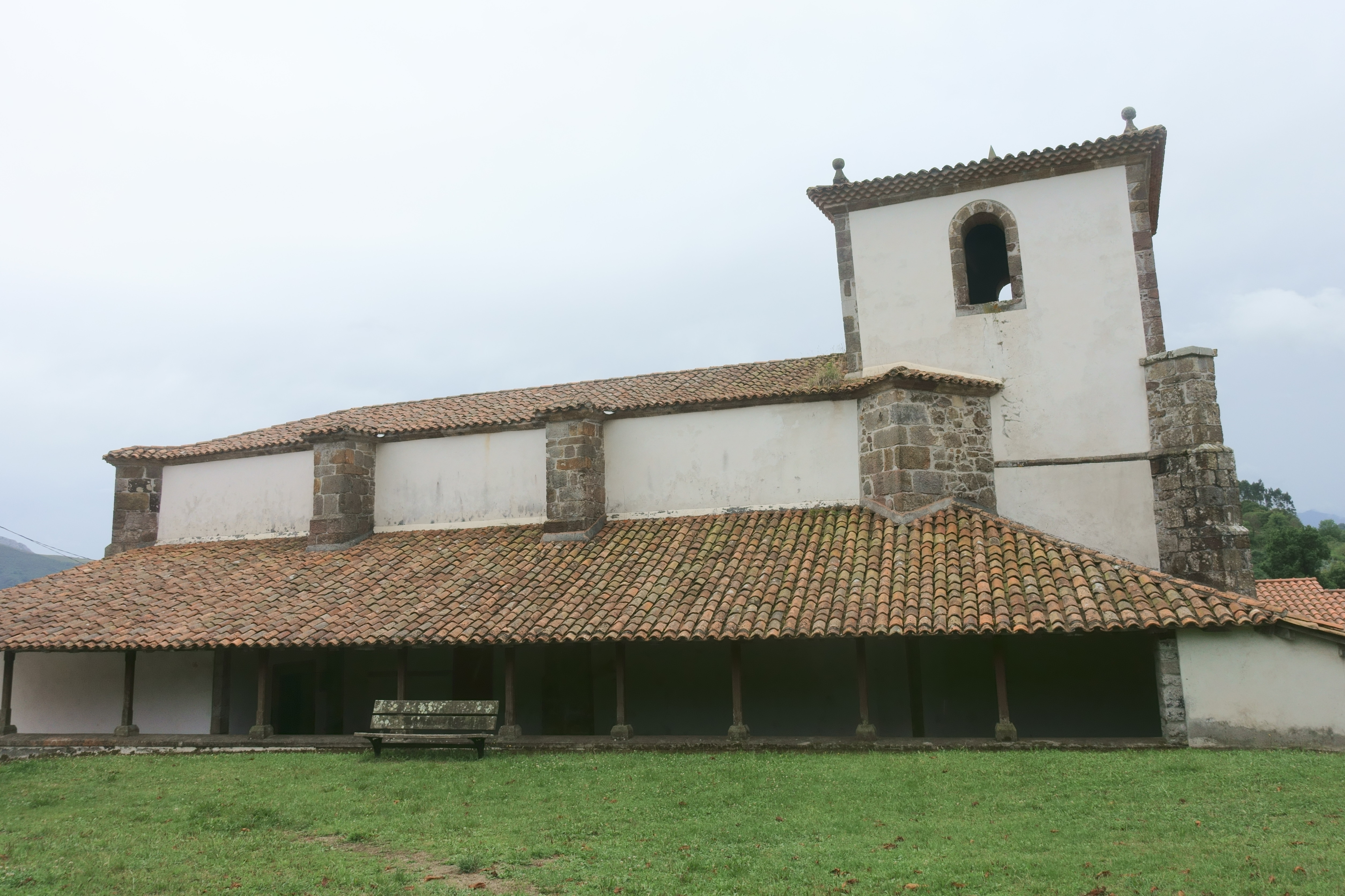
Iglesia de San Emeterio
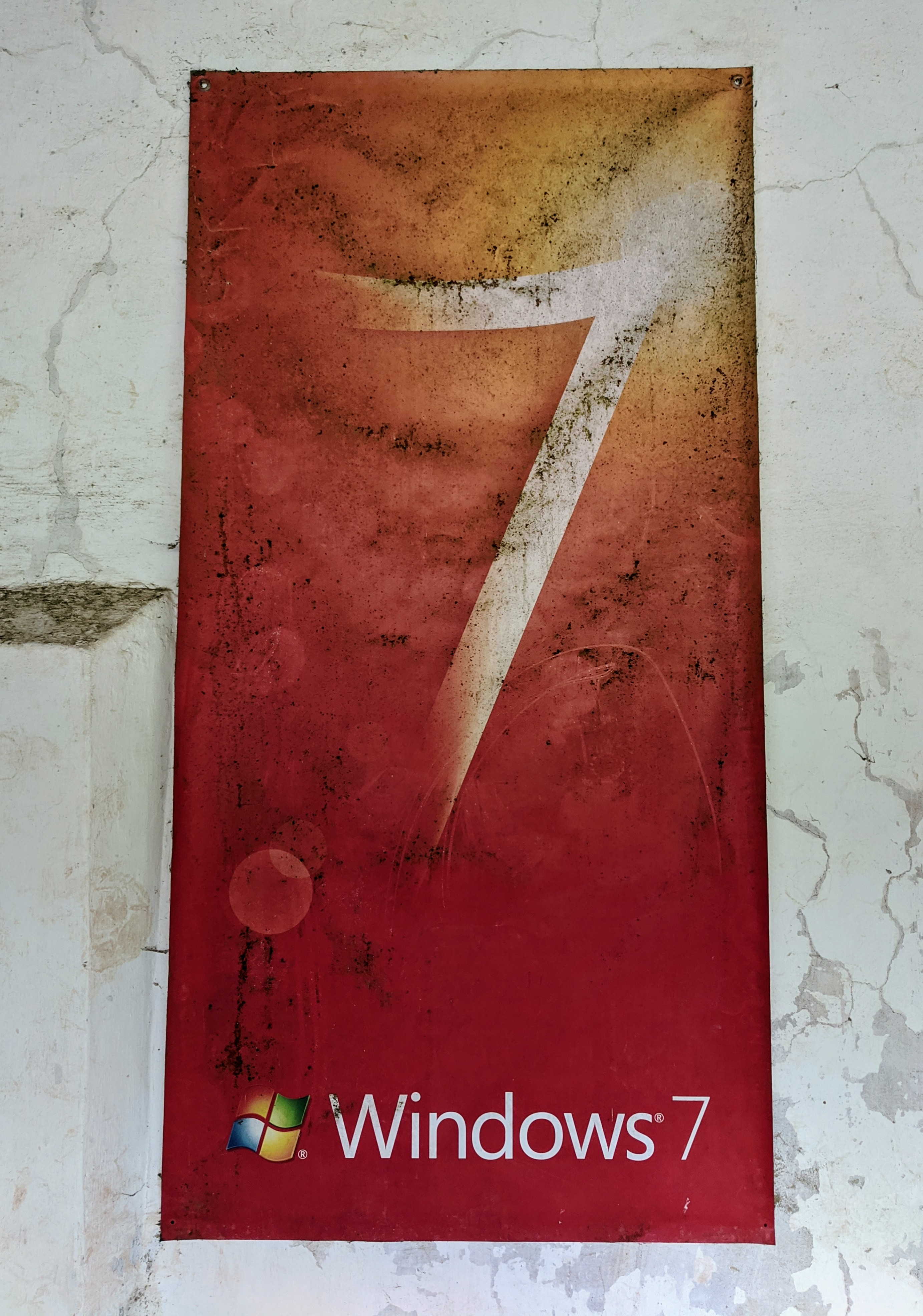
Windows 7 en la pared de la iglesia
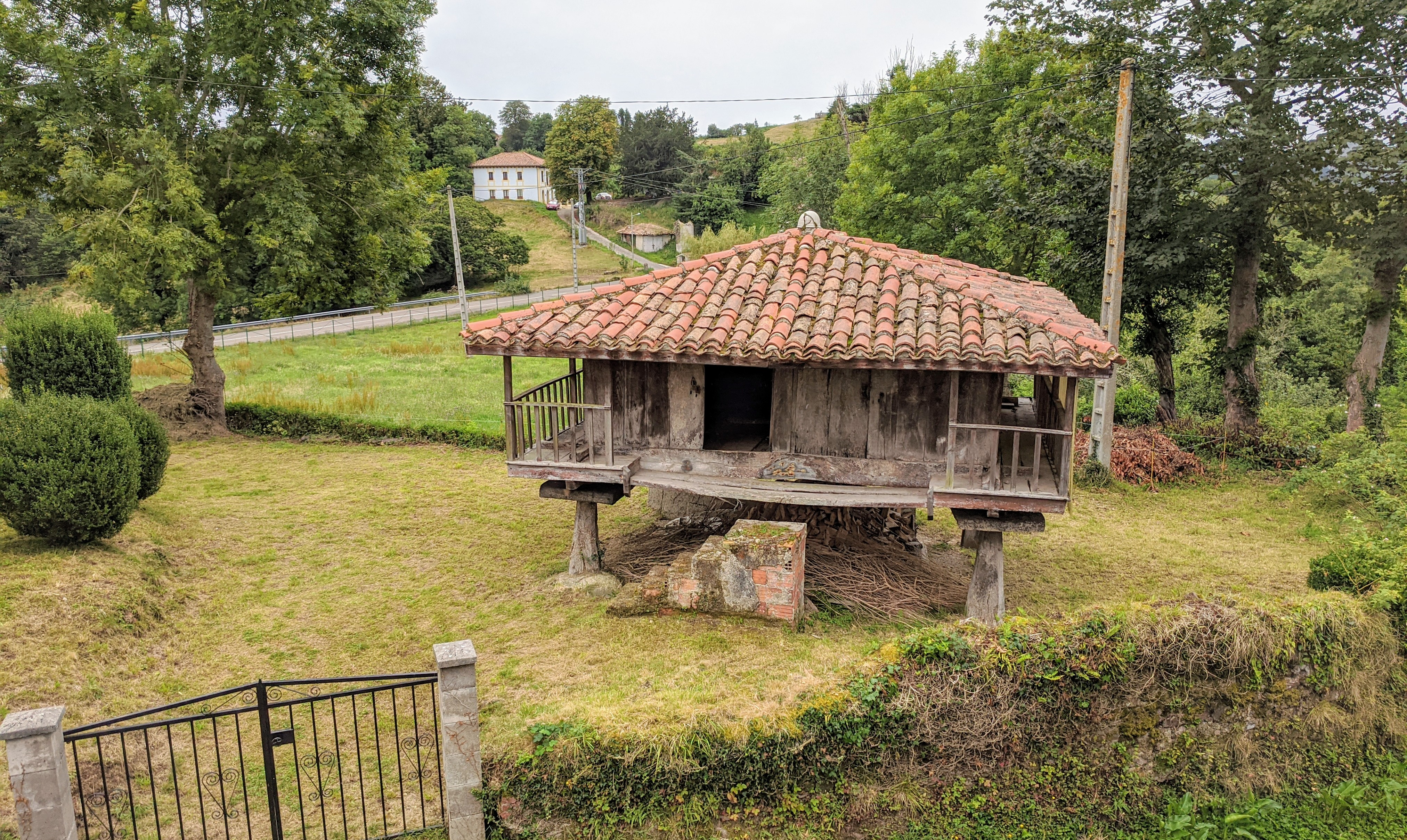
Hórreo
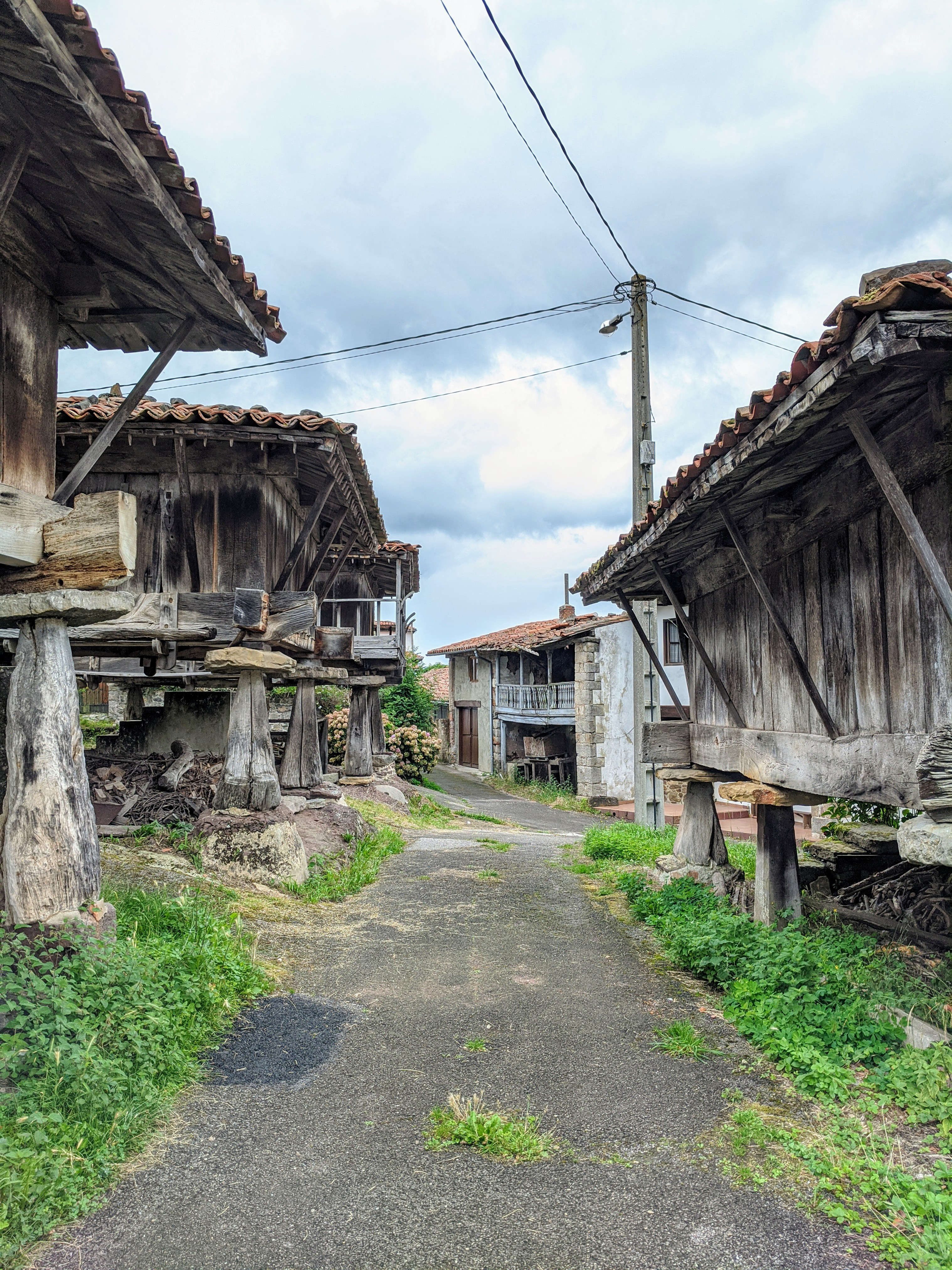
Hórreos

## Personajes ilustres
- José Manuel Suárez (Sietes) (1974): futbolista que juega en la actualidad en el Real Avilés C. F. y que ha jugado en el Real Oviedo, Valencia CF y Racing de Santander, entre otros.[3]
- Enrique Fernández Sánchez (1948): físico y catedrático en la Universitat Autónoma de Barcelona. Presidente del Comité de Política Científica del CERN.[4]